# العلاقات البريطانية البوروندية
العلاقات البريطانية البوروندية هي العلاقات الثنائية التي تجمع بين المملكة المتحدة وبوروندي.

## مقارنة بين البلدين
هذه مقارنة عامة ومرجعية للدولتين:
| وجه المقارنة                                              | المملكة المتحدة                 | بوروندي                                    |
| --------------------------------------------------------- | ------------------------------- | ------------------------------------------ |
| المساحة (كم2)                                             | 242.50 ألف                      | 27.83 ألف                                  |
| عدد السكان (نسمة)                                         | 66.02 مليون                     | 10.86 مليون                                |
| الكثافة السكانية (ن./كم²)                                 | 272.25                          | 390.23                                     |
| العاصمة                                                   | لندن                            | بوجومبورا، جيتيغا                          |
| اللغة الرسمية                                             | لغة إنجليزية، اللغة الويلزية    | اللغة الكيروندية، لغة فرنسية، لغة إنجليزية |
| العملة                                                    | جنيه إسترليني                   | فرنك بوروندي                               |
| الناتج المحلي الإجمالي (بليون دولار)                      | 2.62 تريليون                    | 3.48 مليار                                 |
| الناتج المحلي الإجمالي (تعادل القوة الشرائية) بليون دولار | 2.72 تريليون                    | 8.13 مليار                                 |
| الناتج المحلي الإجمالي الاسمي للفرد دولار أمريكي          | 43.88 ألف                       | 277                                        |
| الناتج المحلي الإجمالي للفرد دولار أمريكي                 | 40.23 ألف                       | 77                                         |
| مؤشر التنمية البشرية                                      | 0.907                           | 0.400                                      |
| رمز المكالمات الدولي                                      | +44                             | +257                                       |
| رمز الإنترنت                                              | .uk، .gb                        | .bi                                        |
| المنطقة الزمنية                                           | توقيت غرينيتش، توقيت غرب أوروبا | ت ع م+02:00                                |

## منظمات دولية مشتركة
يشترك البلدان في عضوية مجموعة من المنظمات الدولية، منها:
| علم المنظمة | اسم المنظمة                               | تاريخ انضمام المملكة المتحدة | تاريخ انضمام بوروندي |
| ----------- | ----------------------------------------- | ---------------------------- | -------------------- |
|             | مؤسسة التنمية الدولية                     | 24 سبتمبر 1960               | 28 سبتمبر 1963       |
|             | يونسكو                                    | 4 نوفمبر 1946                | 16 نوفمبر 1962       |
|             | وكالة ضمان الاستثمار متعدد الأطراف        | 12 أبريل 1988                | 10 مارس 1998         |
|             | الأمم المتحدة                             | 24 أكتوبر 1945               | 18 سبتمبر 1962       |
|             | الاتحاد البريدي العالمي                   | ?                            | ?                    |
|             | البنك الدولي للإنشاء والتعمير             | 27 ديسمبر 1945               | 28 سبتمبر 1963       |
|             | الاتحاد الدولي للاتصالات                  | 24 فبراير 1871               | 16 فبراير 1963       |
|             | منظمة حظر الأسلحة الكيميائية              | ?                            | ?                    |
|             | مؤسسة التمويل الدولية                     | 20 يوليو 1956                | 28 نوفمبر 1979       |
|             | المركز الدولي لتسوية المنازعات الاستشارية | 18 يناير 1967                | 5 ديسمبر 1969        |
|             | منظمة التجارة العالمية                    | 1995                         | 23 يوليو 1995        |
|             | منظمة الشرطة الجنائية الدولية             | ?                            | ?                    |
|             | البنك الإفريقي للتنمية                    | ?                            | ?                    |

## وصلات خارجية
- موقع وزارة الخارجية البريطانية